# Messin' with the Kid
Messin' with the Kid è una canzone blues dalle influenze rhythm and blues registrata da Junior Wells nel 1960. Il pezzo è attribuito a Mel London, proprietario della Chief Records, nonché autore e produttore. Considerato uno standard blues, è la canzone più conosciuta di Junior Wells. Messin' with the Kid è anche stata inserita nella Blues Hall of Fame ed è stata registrata da diversi altri artisti blues e non.

## Versione originale
Messin' with the Kid è un blues in 12 misure dal ritmo sostenuto che alterna una sezione ritmica in stile afro-cubano e in stile Little Richard. Secondo quanto rivelato da Junior Wells, il titolo è stato ispirato dalla sua figlia più piccola Gina. Mel London era arrivato a casa di Wells molto presto la mattina per prelevarlo ed andare insieme in uno studio per una sessione di registrazione: "Dov'è tuo papà? Vai a svegliarlo", a cui la bambina avrebbe risposto "No, hai detto che saresti arrivato alle 9. Non sono ancora le 9... you're not going to be messing with the kid". The Kid era il soprannome di Wells e la frase può essere traducibile con "non è ora di andare in giro con The Kid". Più tardi nello studio i due avevano bisogno di un'altra canzone per la registrazione: "...una cosa tira l'altra... in 5 minuti, forse 10 avevamo il pezzo".
Wells canta il pezzo ma, diversamente dai suoi primi singoli, non suona l'armonica. I musicisti sono Earl Hooker alla chitarra, Johnny "Big Moose" Walker al piano, Jack Myers al basso, Fred Below alla batteria, Jarrett Gibson al sax tenore e Donald Hankins al sax baritono.
Nel 1966 Wells registrò una seconda versione di Messin' with the Kid con diversi arrangiamenti ritmici e un assolo di armonica dello stesso Wells con Buddy Guy alla chitarra e ancora Myers al basso e Below alla batteria. La canzone fu inclusa nella compilation blues del 1966 Chicago|The Blues|Today! Vol. 1. Wells e Guy utilizzarono un arrangiamento simile per Snatch It Back and Hold It, edita nell'album del 1965 Hoodoo Man Blues. Il duo ha poi registrato diverse versioni live della canzone, tra cui quella del 1977 per Live in Montreux.

## Riconoscimenti
Nel 1998 la Blues Foundation inserì Messin' with the Kid nella Blues Hall of Fame nella categoria "Classic of Blues Recordings – Singles or Album Tracks". In una conferenza stampa del 1998 la Fondazione dichiarò:
Messin' with the Kid è stata registrata da diversi artisti, tra cui la Downchild Blues Band nel loro album d'esordio Bootleg (1971), Rory Gallagher in Live in Europe (1972), Todd Rundgren (con Woody's Truck Stop) in Something/Anything?, Johnny Winter in White, Hot and Blue (1978), Blues Brothers nel loro primo album Briefcase Full of Blues (1978), Luther Allison in South Side Safari (1983), AC/DC durante le prove per il tour di Flick of the Switch (1983), Freddie King in Texas Flyer: 1974-1976 (2010).
Altri artisti hanno registrato canzoni ispirate a Messin' with the Kid, tra cui Earl Hooker, il quale ha registrato un pezzo strumentale intitolato Rockin' with the Kid (1961). Il pezzo degli Steppenwolf Tighten Up Your Wig è sostanzialmente Messin' with the Kid con un testo diverso. Nel 1961 Muddy Waters registrò un pezzo in risposta a Messin' with the Kid intitolandolo Messin' with the Man. Il cantante blues Eddie C. Campbell registrò una canzone natalizia intitolata Santa's Messing with the Kid (1977, dall'album King of the Jungle). 